# Formel-1-Weltmeisterschaft 2013
Die Formel-1-Weltmeisterschaft 2013 war die 64. Saison der Formel-1-Weltmeisterschaft. Sie umfasste 19 Grand Prix. Sie begann am 17. März in Melbourne und endete am 24. November in Interlagos. Sebastian Vettel wurde zum vierten Mal in Folge Fahrerweltmeister, sein Team Red Bull-Renault zum vierten Mal in Folge Konstrukteursweltmeister.

## Änderungen 2013

### Grands Prix und Rennstrecken
Der Große Preis von Europa war 2013 nicht im Rennkalender der Formel 1, nachdem dieser Grand Prix von 2008 bis 2012 auf dem Valencia Street Circuit stattgefunden hatte.
Ursprünglich war ein zweites Rennen in den Vereinigten Staaten, der Große Preis von Jersey, geplant gewesen. Trotz Aufnahme in den offiziellen Rennkalender wurde der Grand Prix um ein Jahr verschoben. Stattdessen war zunächst ein Ersatz-Grand-Prix in Europa im offiziellen FIA-Rennkalender vorgesehen. Dieser Ersatz-Grand-Prix, der am 21. Juli stattfinden sollte, wurde kurz vor Saisonbeginn von der FIA aus dem Rennkalender entfernt. Über den möglichen Austragungsort gab es nur Spekulationen.
Der Austragungsort des Großen Preises von Deutschland wechselt turnusmäßig vom Hockenheimring Baden-Württemberg auf den Nürburgring. Die Bestätigung für ein Rennen auf dem Nürburgring gab es erst Ende Januar, nachdem die Betreibergesellschaft der Strecke im Jahr 2012 Insolvenz angemeldet hatte.

### Reglement
Das DRS, das bisher im Training auf der gesamten Strecke genutzt werden durfte, ist ab der Saison 2013 nur noch in den vorgegebenen DRS-Zonen analog zum Rennen erlaubt. Außerdem sind aktive Doppel-DRS-Systeme (auch „passiver F-Schacht“ genannt), bei denen der Aktivierungsmechanismus des DRS für andere Zwecke genutzt wird, wie beispielsweise am Mercedes F1 W03, ab sofort verboten.
Die 2013 verwendeten Pirelli-Reifen wiegen aufgrund einer anderen Struktur rund 2 kg mehr pro Satz als die Reifen im Vorjahr – 200 Gramm die Vorderradreifen, 700 Gramm die Hinterradreifen – daher erhöht die FIA das Mindestgewicht der Fahrzeuge (mit Fahrer) von 640 auf 642 kg.
Den Teams wird erlaubt, mit einer sogenannten Eitelkeitsblende die als unästhetisch empfundene Stufe an der Fahrzeugnase zu verdecken. Die Belastungstests der Frontflügel wurden überarbeitet, um einer Verformung entgegenzuwirken, nachdem im Vorjahr Teams erneut sehr teure Flatterflügel entwickelt hatten, die sich bei hohem Anpressdruck verformten und dadurch die Aerodynamik des Fahrzeuges verbesserten.
Da 2013 nur noch 22 Fahrer teilnehmen, wurde der Qualifying-Modus angepasst. In den ersten beiden Qualifying-Abschnitten, Q1 und Q2, scheiden die langsamsten sechs (statt sieben) Fahrer aus. Der letzte Abschnitt wird weiterhin von den schnellsten zehn Piloten bestritten.
Ab dem Großen Preis von Ungarn wird das Tempolimit in der Boxengasse von 100 auf 80 km/h herabgesetzt, außerdem müssen nun sämtliche Teammitglieder, die während des Rennens am Auto arbeiten, einen Helm tragen. Während des Qualifyings und des Rennens dürfen sich nur noch Teammitglieder und Marshals frei in der Boxengasse bewegen, Medienvertreter müssen sich in der Nähe der Boxenmauer aufhalten. Diese Änderungen wurden eingeführt, nachdem Mark Webber beim Großen Preis von Deutschland unmittelbar nach einem Boxenstopp das nur unzureichend befestigte rechte Hinterrad verloren und damit einen Kameramann getroffen hatte, der mit Knochenbrüchen und einer Gehirnerschütterung in ein Krankenhaus eingeliefert werden musste.

### Reifen
Einheitslieferant Pirelli entschied sich dazu, neben einer veränderten Struktur auch weichere Mischungen bei den Reifen zu verwenden. Dies führte bereits bei den Testfahrten vor der Saison zu einem hohen Reifenverschleiß. Bereits nach dem Saisonauftakt, den Kimi Räikkönen wegen des geringen Reifenabbaus des Lotus E21 gewinnen konnte, wurde der große Einfluss der Reifen in der Formel 1 von vielen Seiten kritisiert. Da die Kritik anhielt, änderte Pirelli die harte Reifenmischung ab dem Großen Preis von Spanien. Nachdem Mercedes nach dem Rennen im Auftrag von Pirelli geheime und nicht dem sportlichen Reglement entsprechende Testfahrten durchgeführt hatte, kam es zu erneuter Kritik an Pirelli. Mercedes und Pirelli wurden für die Durchführung des Tests von der FIA verwarnt, Mercedes wurde zudem die Teilnahme an den Young-Driver-Testfahrten im Juli 2013 untersagt.
Nachdem es beim Großen Preis von Großbritannien alleine im Rennen zu sechs Reifenschäden gekommen war, spielten in den Reifendiskussionen auch zunehmend Sicherheitsbedenken eine große Rolle. Pirelli gab bekannt, ab dem Großen Preis von Deutschland neue, verstärkte Hinterreifen zu verwenden. Ab dem Großen Preis von Ungarn wurden dann Reifen eingesetzt, deren Konstruktion der 2012 verwendeten Reifen entsprachen. Die Reifenmischungen entsprachen jedoch denen, die zuvor im Jahr 2013 eingesetzt wurden.

### Teams
Das HRT F1 Team meldete sich nicht zur Saison 2013. Damit reduziert sich die Teilnehmerzahl von 24 auf 22 Fahrer.

### Fahrer
Am 28. September 2012 wurden zwei Fahrerwechsel bekannt: Sergio Pérez verließ Sauber in Richtung McLaren, wo er Teamkollege von Jenson Button wird. Pérez ersetzt Lewis Hamilton, der im Gegenzug seinen Wechsel zu Mercedes bekannt gab. Hamilton löst dort Michael Schumacher ab. Schumacher kündigte eine Woche später, am 4. Oktober 2012, an, seine Formel-1-Karriere als aktiver Rennfahrer zum Ende der Saison 2012 zu beenden.
Nico Hülkenberg verließ Force India trotz Vertrags für die Saison 2013 und wechselt zu Sauber. Charles Pic wechselte von Marussia zu Caterham, wo er einen mehrjährigen Vertrag erhielt.
Adrian Sutil, der 2012 in keiner Rennserie aktiv war, kehrte zu Force India zurück. Für das Team fuhr er bereits von 2007, im ersten Jahr unter dem Namen Spyker, bis 2011.
Heikki Kovalainen war zunächst ohne Stammcockpit und blieb zunächst als Testfahrer bei Caterham. Zwei Rennen vor Saisonende wurde er bei Lotus als Ersatz für den verletzten Kimi Räikkönen verpflichtet.
Von den ersten sechs Piloten der letztjährigen GP2-Saison wechselten drei als Stammfahrer in die Formel 1 und werden in der Saison 2013 ihr Debüt geben. Esteban Gutiérrez, der mit Lotus GP Dritter geworden war, wechselte zu Sauber, wo er zuvor als Testfahrer engagiert war. Max Chilton, der Viertplatzierte, wechselte von Carlin ins Stammcockpit von Marussia, für die er zuvor schon Testfahrten absolviert hatte. Giedo van der Garde, 2012 mit Caterham Racing Sechster der GP2-Fahrerwertung und Testfahrer des Formel-1-Teams von Caterham, erhielt ein Stammcockpit bei dem Rennstall. GP2-Gesamtsieger Davide Valsecchi blieb ohne Stammcockpit und wurde Testfahrer beim Formel-1-Rennstall Lotus. Ebenfalls erstmals als Stammpilot dabei ist Valtteri Bottas bei Williams. Bottas hatte bereits 2012 einige Freitagstrainings für den Rennstall absolviert und war in der Saison 2012 in keiner Rennserie als Einsatzpilot aktiv. 2011 gewann er den Titel der GP3-Serie mit Lotus GP.
Ursprünglich sollte GP2-Vizemeister Luiz Razia das zweite Cockpit bei Marussia erhalten. Er wurde jedoch während der Testfahrten vor der Saison durch Jules Bianchi ersetzt. Bianchi erreichte 2012 für Tech 1 Racing den zweiten Gesamtrang in der Formel Renault 3.5 und war zudem Formel-1-Testfahrer bei Force India und Ferrari.
Pedro de la Rosa, 2012 Einsatzpilot bei HRT, wurde für die Saison 2013 in den Fahrerkader von Ferrari aufgenommen, wo er einer von mehreren Test- und Entwicklungsfahrern ist. Auch Jérôme D’Ambrosio, der letztes Jahr bei einem Rennen für Lotus an den Start ging, blieb als Test- und Ersatzfahrer bei Lotus.
Timo Glock, der 2012 für Marussia fuhr, wechselt in die DTM, wo er BMW-Werksfahrer wird.
Bruno Senna wechselte von Williams in die FIA-Langstrecken-Weltmeisterschaft (WEC) zu Aston Martin Racing, wo er in der GTE-Pro-Klasse antritt. Auch Kamui Kobayashi, der 2012 für Sauber am Start war, wechselte von der Formel 1 in die WEC. Er erhielt ein GTE-Pro-Cockpit beim Ferrari-Werksteam AF Corse.
Narain Karthikeyan, der im Vorjahr HRT-Stammpilot war, wechselte in die Auto GP, wo er ein Cockpit bei Zele Racing erhielt.
Mitte April war Witali Petrow, der 2012 Stammpilot war, noch ohne ein Motorsport-Engagement.

## Teams und Fahrer
In der Übersicht werden alle Fahrer aufgeführt, die für die Saison 2013 einen Vertrag mit dem Rennstall als Stamm- oder Testfahrer abgeschlossen haben oder an offiziellen Testfahrten teilgenommen haben.
| Bild              | Team                          | Chassis           | Motor                | Reifen | Nr. | Stammfahrer         | Rennen | Test-/ Ersatzfahrer                                                                     |
| ----------------- | ----------------------------- | ----------------- | -------------------- | ------ | --- | ------------------- | ------ | --------------------------------------------------------------------------------------- |
| Red Bull RB9      | Infiniti Red Bull Racing      | Red Bull RB9      | Renault 2.4 V8       | P      | 01  | Sebastian Vettel    | 1–19   | Sébastien Buemi António Félix da Costa Daniel Ricciardo Carlos Sainz jr.                |
| Red Bull RB9      | Infiniti Red Bull Racing      | Red Bull RB9      | Renault 2.4 V8       | P      | 02  | Mark Webber         | 1–19   | Sébastien Buemi António Félix da Costa Daniel Ricciardo Carlos Sainz jr.                |
| Ferrari F138      | Scuderia Ferrari              | Ferrari F138      | Ferrari 2.4 V8       | P      | 03  | Fernando Alonso     | 1–19   | Andrea Bertolini Jules Bianchi Marc Gené Davide Rigon Pedro de la Rosa                  |
| Ferrari F138      | Scuderia Ferrari              | Ferrari F138      | Ferrari 2.4 V8       | P      | 04  | Felipe Massa        | 1–19   | Andrea Bertolini Jules Bianchi Marc Gené Davide Rigon Pedro de la Rosa                  |
| McLaren MP4-28    | Vodafone McLaren Mercedes     | McLaren MP4-28    | Mercedes-Benz 2.4 V8 | P      | 05  | Jenson Button       | 1–19   | Kevin Magnussen Gary Paffett Oliver Turvey                                              |
| McLaren MP4-28    | Vodafone McLaren Mercedes     | McLaren MP4-28    | Mercedes-Benz 2.4 V8 | P      | 06  | Sergio Pérez        | 1–19   | Kevin Magnussen Gary Paffett Oliver Turvey                                              |
| Lotus E21         | Lotus F1 Team                 | Lotus E21         | Renault 2.4 V8       | P      | 07  | Kimi Räikkönen      | 1–17   | Jérôme D’Ambrosio Nicolas Prost Davide Valsecchi                                        |
| Lotus E21         | Lotus F1 Team                 | Lotus E21         | Renault 2.4 V8       | P      | 07  | Heikki Kovalainen   | 18, 19 | Jérôme D’Ambrosio Nicolas Prost Davide Valsecchi                                        |
| Lotus E21         | Lotus F1 Team                 | Lotus E21         | Renault 2.4 V8       | P      | 08  | Romain Grosjean     | 1–19   | Jérôme D’Ambrosio Nicolas Prost Davide Valsecchi                                        |
| Mercedes F1 W04   | Mercedes AMG Petronas F1 Team | Mercedes F1 W04   | Mercedes-Benz 2.4 V8 | P      | 09  | Nico Rosberg        | 1–19   | Sam Bird Anthony Davidson Brendon Hartley                                               |
| Mercedes F1 W04   | Mercedes AMG Petronas F1 Team | Mercedes F1 W04   | Mercedes-Benz 2.4 V8 | P      | 10  | Lewis Hamilton      | 1–19   | Sam Bird Anthony Davidson Brendon Hartley                                               |
| Sauber C32        | Sauber F1 Team                | Sauber C32        | Ferrari 2.4 V8       | P      | 11  | Nico Hülkenberg     | 1–19   | Robin Frijns Kimiya Satō                                                                |
| Sauber C32        | Sauber F1 Team                | Sauber C32        | Ferrari 2.4 V8       | P      | 12  | Esteban Gutiérrez   | 1–19   | Robin Frijns Kimiya Satō                                                                |
| Force India VJM06 | Sahara Force India F1 Team    | Force India VJM06 | Mercedes-Benz 2.4 V8 | P      | 14  | Paul di Resta       | 1–19   | Jules Bianchi James Calado James Rossiter                                               |
| Force India VJM06 | Sahara Force India F1 Team    | Force India VJM06 | Mercedes-Benz 2.4 V8 | P      | 15  | Adrian Sutil        | 1–19   | Jules Bianchi James Calado James Rossiter                                               |
| Williams FW35     | Williams F1 Team              | Williams FW35     | Renault 2.4 V8       | P      | 16  | Pastor Maldonado    | 1–19   | Daniel Juncadella Susie Wolff                                                           |
| Williams FW35     | Williams F1 Team              | Williams FW35     | Renault 2.4 V8       | P      | 17  | Valtteri Bottas     | 1–19   | Daniel Juncadella Susie Wolff                                                           |
| Toro Rosso STR8   | Scuderia Toro Rosso           | Toro Rosso STR8   | Ferrari 2.4 V8       | P      | 18  | Jean-Éric Vergne    | 1–19   | Sébastien Buemi Johnny Cecotto jr. António Félix da Costa Daniil Kwjat Carlos Sainz jr. |
| Toro Rosso STR8   | Scuderia Toro Rosso           | Toro Rosso STR8   | Ferrari 2.4 V8       | P      | 19  | Daniel Ricciardo    | 1–19   | Sébastien Buemi Johnny Cecotto jr. António Félix da Costa Daniil Kwjat Carlos Sainz jr. |
| Caterham CT03     | Caterham F1 Team              | Caterham CT03     | Renault 2.4 V8       | P      | 20  | Charles Pic         | 1–19   | Sergio Canamasas Heikki Kovalainen Qing Hua Ma Alexander Rossi Will Stevens             |
| Caterham CT03     | Caterham F1 Team              | Caterham CT03     | Renault 2.4 V8       | P      | 21  | Giedo van der Garde | 1–19   | Sergio Canamasas Heikki Kovalainen Qing Hua Ma Alexander Rossi Will Stevens             |
| Marussia MR02     | Marussia F1 Team              | Marussia MR02     | Cosworth 2.4 V8      | P      | 22  | Jules Bianchi       | 1–19   | Tio Ellinas Rodolfo González Luiz Razia                                                 |
| Marussia MR02     | Marussia F1 Team              | Marussia MR02     | Cosworth 2.4 V8      | P      | 23  | Max Chilton         | 1–19   | Tio Ellinas Rodolfo González Luiz Razia                                                 |

Anmerkungen
1. 1 2 3 4 5 6 7 8 9 10 11 12 13 14 15 16 17 18 19 20 21  
Dieser Fahrer nahm an den als Young Driver Days bezeichneten Testtagen für diesen Rennstall teil.
2. 1 2 3 4 5  
Dieser Fahrer nahm an den offiziellen Testtagen vor der Saison für diesen Rennstall teil.
3. 1 2 3 4 5  
Dieser Fahrer wurde von dem Rennstall in mindestens einem freien Training am Freitag eingesetzt.

## Saisonvorbereitung

### 5.–8. Februar: Jerez
Die erste Testwoche fand vom 5. bis zum 8. Februar auf dem Circuito de Jerez in Spanien statt. Mit dem Caterham CT03, dem Ferrari F138, dem Force India VJM06, dem Lotus E21, dem Marussia MR02, dem McLaren MP4-28, dem Mercedes F1 W04, dem Red Bull RB9, dem Sauber C32 und dem Toro Rosso STR8 gaben zehn Boliden ihr Streckendebüt. Williams verzichtete auf den Einsatz des neuen Chassis und war mit dem Vorjahreschassis vor Ort.
Beim Testauftakt am 5. Februar war Jenson Button im McLaren der schnellste Pilot mit einer Zeit von 1:18,861 Minuten vor Mark Webber auf Red Bull und Romain Grosjean auf Lotus. Am zweiten Testtag, dem 6. Februar, erzielte Grosjean mit einer schnellsten Runde von 1:18,218 Minuten die Tagesbestzeit vor Paul di Resta im Force India und Daniel Ricciardo im Toro Rosso. Am 7. Februar übernahm Ferrari-Pilot Felipe Massa mit 1:17,879 Minuten die Spitze des Klassements. Auf den Plätzen zwei und drei folgten Nico Rosberg (Mercedes) und Sebastian Vettel (Red Bull). Am 8. Februar, dem letzten Testtag, erzielte Lotus-Fahrer Kimi Räikkönen die Bestzeit mit 1:18,148 Minuten vor Jules Bianchi im Force India und Vettel im Red Bull.
Lewis Hamilton, Nico Hülkenberg, Sergio Pérez, Charles Pic, Luiz Razia, Pedro de la Rosa und James Rossiter absolvierten in Jerez die ersten Testfahrten für ihre neuen Teams. Für Force-India-Testfahrer Rossiter waren es die ersten Formel-1-Testfahrten seit Januar 2008.

### 19.–22. Februar: Barcelona
Die zweite Testwoche fand vom 19. bis zum 22. Februar auf dem Circuit de Catalunya in Spanien statt. Neben den neuen Fahrzeugen, die bereits in der ersten Testwoche eingesetzt wurden, kam der Williams FW35 erstmals zum Einsatz. Damit hatte jedes Team vor dieser Testwoche ihr neues Fahrzeug präsentiert.
Am ersten Testtag, dem 19. Februar, erzielte Nico Rosberg im Mercedes mit einer Zeit von 1:22,616 Minuten die Tagesbestzeit vor Kimi Räikkönen im Lotus und Fernando Alonso im Ferrari. Am 20. Februar übernahm Sergio Pérez (McLaren) die Führung mit einer Zeit von 1:21,848 Minuten vor Sebastian Vettel (Red Bull) und Räikkönen (Lotus). Am 21. Februar, dem dritten Testtag, absolvierten die Piloten viele Runden, da für den folgenden Tag schlechtere Wetterbedingungen gemeldet waren. Alonso war im Ferrari mit einer Zeit von 1:21.875 Minuten der schnellste Pilot vor Nico Hülkenberg im Sauber und Romain Grosjean im Lotus. Der letzte Testtag, der 22. Februar, war von wechselnden Wetterbedingungen geprägt. Lewis Hamilton erzielte mit einer Zeit von 1:23,282 Minuten im Mercedes die Tagesbestzeit vor Jenson Button im McLaren und Jean-Éric Vergne im Toro Rosso. Die Wochenbestzeit ging somit an McLaren-Pilot Pérez.
Adrian Sutil kehrte bei dieser Testwoche nach 452 Tagen zu Force India ins Cockpit zurück.

### 28. Februar – 3. März: Barcelona
Die dritte Testwoche fand vom 28. Februar bis zum 3. März, wie die zweite, auf dem Circuit de Catalunya in Spanien statt.
Der 28. Februar, der erste Testtag, war von wechselnden Wetterbedingungen geprägt, sodass alle Reifentypen und Mischungen zum Einsatz kamen. Mit Reifen der Mischung Soft erzielte Red-Bull-Pilot Mark Webber mit einer schnellsten Runde von 1:22,693 Minuten die Tagesbestzeit vor Lewis Hamilton im Mercedes und Jean-Éric Vergne im Toro Rosso. Auch am zweiten Testtag, dem 1. März, blieb das Wetter wechselhaft. Mit einer Zeit von 1:22,716 Minuten war Romain Grosjean im Lotus Tagesschnellster vor Jenson Button im McLaren und Pastor Maldonado im Williams. Die Reifenmischungen Soft und Medium stammten bei diesem Test aus dem rumänischen Pirelli-Werk und wurden zum Qualitätsvergleich eingesetzt. Üblicherweise werden die Formel-1-Pneus in der Türkei produziert. Am 2. März, dem dritten Testtag, war das Wetter durchgängig gut. Hamilton erzielte mit 1:20,558 Minuten im Mercedes die Bestzeit vor Felipe Massa im Ferrari und Adrian Sutil im Force India. Am 3. März, dem letzten Testtag vor der Saison, fuhr Nico Rosberg im Mercedes mit 1:20,130 Minuten eine neue Bestzeit für 2013er-Fahrzeuge heraus. Fernando Alonso (Ferrari) wurde Zweiter, Button (McLaren) Dritter.
Die als nicht reglementkonform betrachteten Auspuffkonstruktionen, die bei den ersten Tests noch am Caterham CT03 und am Williams FW35 zu sehen waren, waren in der dritten Testwoche nicht mehr an den Fahrzeugen vorhanden.
Jules Bianchi fuhr in dieser Testwoche erstmals für Marussia.

## Rennkalender

Weltkarte mit den Austragungsländern und Standorten aller Formel-1-Läufe.
Austragungsland Grands Prix 2013 (Streckenstandorte mit markiert)
Austragungsland Grands Prix vor 2013 (Streckenstandorte mit markiert)

Der Rennkalender umfasste 19 Grands Prix.
| Nr. | Datum         | Grand Prix (Strecke)         | Distanz (km) | Sieger                              | Zweiter                             | Dritter                             | Pole- Position                      | Schnellste Rennrunde                | Gesamtführender Fahrer              | Gesamtführender Konstrukteur |
| --- | ------------- | ---------------------------- | ------------ | ----------------------------------- | ----------------------------------- | ----------------------------------- | ----------------------------------- | ----------------------------------- | ----------------------------------- | ---------------------------- |
| 01  | 17. März      | Australien (Melbourne)       | 307,574      | Kimi Räikkönen (Lotus-Renault)      | Fernando Alonso (Ferrari)           | Sebastian Vettel (Red Bull-Renault) | Sebastian Vettel (Red Bull-Renault) | Kimi Räikkönen (Lotus-Renault)      | Kimi Räikkönen (Lotus-Renault)      | Ferrari                      |
| 02  | 24. März      | Malaysia (Sepang)            | 310,408      | Sebastian Vettel (Red Bull-Renault) | Mark Webber (Red Bull-Renault)      | Lewis Hamilton (Mercedes)           | Sebastian Vettel (Red Bull-Renault) | Sergio Pérez (McLaren-Mercedes)     | Sebastian Vettel (Red Bull-Renault) | Red Bull-Renault             |
| 03  | 14. April     | China (Shanghai)             | 305,066      | Fernando Alonso (Ferrari)           | Kimi Räikkönen (Lotus-Renault)      | Lewis Hamilton (Mercedes)           | Lewis Hamilton (Mercedes)           | Sebastian Vettel (Red Bull-Renault) | Sebastian Vettel (Red Bull-Renault) | Red Bull-Renault             |
| 04  | 21. April     | Bahrain (as-Sachir)          | 308,238      | Sebastian Vettel (Red Bull-Renault) | Kimi Räikkönen (Lotus-Renault)      | Romain Grosjean (Lotus-Renault)     | Nico Rosberg (Mercedes)             | Sebastian Vettel (Red Bull-Renault) | Sebastian Vettel (Red Bull-Renault) | Red Bull-Renault             |
| 05  | 12. Mai       | Spanien (Montmeló)           | 307,104      | Fernando Alonso (Ferrari)           | Kimi Räikkönen (Lotus-Renault)      | Felipe Massa (Ferrari)              | Nico Rosberg (Mercedes)             | Esteban Gutiérrez (Sauber-Ferrari)  | Sebastian Vettel (Red Bull-Renault) | Red Bull-Renault             |
| 06  | 26. Mai       | Monaco (Monte Carlo)         | 260,520      | Nico Rosberg (Mercedes)             | Sebastian Vettel (Red Bull-Renault) | Mark Webber (Red Bull-Renault)      | Nico Rosberg (Mercedes)             | Sebastian Vettel (Red Bull-Renault) | Sebastian Vettel (Red Bull-Renault) | Red Bull-Renault             |
| 07  | 9. Juni       | Kanada (Montréal)            | 305,270      | Sebastian Vettel (Red Bull-Renault) | Fernando Alonso (Ferrari)           | Lewis Hamilton (Mercedes)           | Sebastian Vettel (Red Bull-Renault) | Mark Webber (Red Bull-Renault)      | Sebastian Vettel (Red Bull-Renault) | Red Bull-Renault             |
| 08  | 30. Juni      | Großbritannien (Silverstone) | 306,198      | Nico Rosberg (Mercedes)             | Mark Webber (Red Bull-Renault)      | Fernando Alonso (Ferrari)           | Lewis Hamilton (Mercedes)           | Mark Webber (Red Bull-Renault)      | Sebastian Vettel (Red Bull-Renault) | Red Bull-Renault             |
| 09  | 7. Juli       | Deutschland (Nürburg)        | 308,623      | Sebastian Vettel (Red Bull-Renault) | Kimi Räikkönen (Lotus-Renault)      | Romain Grosjean (Lotus-Renault)     | Lewis Hamilton (Mercedes)           | Fernando Alonso (Ferrari)           | Sebastian Vettel (Red Bull-Renault) | Red Bull-Renault             |
| 10  | 28. Juli      | Ungarn (Mogyoród)            | 306,630      | Lewis Hamilton (Mercedes)           | Kimi Räikkönen (Lotus-Renault)      | Sebastian Vettel (Red Bull-Renault) | Lewis Hamilton (Mercedes)           | Mark Webber (Red Bull-Renault)      | Sebastian Vettel (Red Bull-Renault) | Red Bull-Renault             |
| 11  | 25. August    | Belgien (Spa-Francorchamps)  | 308,052      | Sebastian Vettel (Red Bull-Renault) | Fernando Alonso (Ferrari)           | Lewis Hamilton (Mercedes)           | Lewis Hamilton (Mercedes)           | Sebastian Vettel (Red Bull-Renault) | Sebastian Vettel (Red Bull-Renault) | Red Bull-Renault             |
| 12  | 8. September  | Italien (Monza)              | 306,720      | Sebastian Vettel (Red Bull-Renault) | Fernando Alonso (Ferrari)           | Mark Webber (Red Bull-Renault)      | Sebastian Vettel (Red Bull-Renault) | Lewis Hamilton (Mercedes)           | Sebastian Vettel (Red Bull-Renault) | Red Bull-Renault             |
| 13  | 22. September | Singapur (Singapur)          | 308,828      | Sebastian Vettel (Red Bull-Renault) | Fernando Alonso (Ferrari)           | Kimi Räikkönen (Lotus-Renault)      | Sebastian Vettel (Red Bull-Renault) | Sebastian Vettel (Red Bull-Renault) | Sebastian Vettel (Red Bull-Renault) | Red Bull-Renault             |
| 14  | 6. Oktober    | Korea (Yeongam)              | 308,630      | Sebastian Vettel (Red Bull-Renault) | Kimi Räikkönen (Lotus-Renault)      | Romain Grosjean (Lotus-Renault)     | Sebastian Vettel (Red Bull-Renault) | Sebastian Vettel (Red Bull-Renault) | Sebastian Vettel (Red Bull-Renault) | Red Bull-Renault             |
| 15  | 13. Oktober   | Japan (Suzuka)               | 307,471      | Sebastian Vettel (Red Bull-Renault) | Mark Webber (Red Bull-Renault)      | Romain Grosjean (Lotus-Renault)     | Mark Webber (Red Bull-Renault)      | Mark Webber (Red Bull-Renault)      | Sebastian Vettel (Red Bull-Renault) | Red Bull-Renault             |
| 16  | 27. Oktober   | Indien (Greater Noida)       | 307,249      | Sebastian Vettel (Red Bull-Renault) | Nico Rosberg (Mercedes)             | Romain Grosjean (Lotus-Renault)     | Sebastian Vettel (Red Bull-Renault) | Kimi Räikkönen (Lotus-Renault)      | Sebastian Vettel (Red Bull-Renault) | Red Bull-Renault             |
| 17  | 3. November   | Abu Dhabi (Yas-Insel)        | 305,355      | Sebastian Vettel (Red Bull-Renault) | Mark Webber (Red Bull-Renault)      | Nico Rosberg (Mercedes)             | Mark Webber (Red Bull-Renault)      | Fernando Alonso (Ferrari)           | Sebastian Vettel (Red Bull-Renault) | Red Bull-Renault             |
| 18  | 17. November  | USA (Austin)                 | 308,405      | Sebastian Vettel (Red Bull-Renault) | Romain Grosjean (Lotus-Renault)     | Mark Webber (Red Bull-Renault)      | Sebastian Vettel (Red Bull-Renault) | Sebastian Vettel (Red Bull-Renault) | Sebastian Vettel (Red Bull-Renault) | Red Bull-Renault             |
| 19  | 24. November  | Brasilien (Interlagos)       | 305,909      | Sebastian Vettel (Red Bull-Renault) | Mark Webber (Red Bull-Renault)      | Fernando Alonso (Ferrari)           | Sebastian Vettel (Red Bull-Renault) | Mark Webber (Red Bull-Renault)      | Sebastian Vettel (Red Bull-Renault) | Red Bull-Renault             |

## Rennberichte

### Großer Preis von Australien
| Platz | Fahrer           | Team             | Zeit        |
| ----- | ---------------- | ---------------- | ----------- |
| 1     | Kimi Räikkönen   | Lotus-Renault    | 1:30:03,225 |
| 2     | Fernando Alonso  | Ferrari          | + 12,451    |
| 3     | Sebastian Vettel | Red Bull-Renault | + 22,346    |
| PP    | Sebastian Vettel | Red Bull-Renault | 1:27,407    |
| SR    | Kimi Räikkönen   | Lotus-Renault    | 1:29,274    |

Der Große Preis von Australien auf dem Albert Park Circuit fand am 17. März 2013 statt und ging über eine Distanz von 58 Runden à 5,303 km, was einer Gesamtdistanz von 307,574 km entspricht.
Kimi Räikkönen gewann den Großen Preis von Australien mit einer Zwei-Stopp-Strategie vor Fernando Alonso und Sebastian Vettel, die beide eine Drei-Stopp-Strategie anwendeten.
Wegen Regens wurde das Qualifying nach dem ersten Segment abgebrochen und am Sonntagvormittag zu Ende gefahren.

### Großer Preis von Malaysia
| Platz | Fahrer           | Team             | Zeit        |
| ----- | ---------------- | ---------------- | ----------- |
| 1     | Sebastian Vettel | Red Bull-Renault | 1:38:56,681 |
| 2     | Mark Webber      | Red Bull-Renault | + 4,298     |
| 3     | Lewis Hamilton   | Mercedes         | + 12,181    |
| PP    | Sebastian Vettel | Red Bull-Renault | 1:49,674    |
| SR    | Sergio Pérez     | McLaren-Mercedes | 1:39,199    |

Der Große Preis von Malaysia auf dem Sepang International Circuit fand am 24. März 2013 statt und ging über eine Distanz von 56 Runden à 5,543 km, was einer Gesamtdistanz von 310,408 km entspricht.
Sebastian Vettel gewann das Rennen vor seinem Teamkollegen Mark Webber und Lewis Hamilton.
Zu Beginn des Rennens war die Strecke noch etwas nass, sodass erst im Verlauf des Rennens auf Slicks gewechselt wurde. Gegen Ende des Rennens gab es zwei teaminterne Duelle: Zwischen den Red-Bull-Piloten um den Sieg und zwischen den Mercedes-Piloten um den dritten Platz.

### Großer Preis von China
| Platz | Fahrer           | Team             | Zeit        |
| ----- | ---------------- | ---------------- | ----------- |
| 1     | Fernando Alonso  | Ferrari          | 1:36:26,945 |
| 2     | Kimi Räikkönen   | Lotus-Renault    | + 10,168    |
| 3     | Lewis Hamilton   | Mercedes         | + 12,322    |
| PP    | Lewis Hamilton   | Mercedes         | 1:34,484    |
| SR    | Sebastian Vettel | Red Bull-Renault | 1:36,808    |

Der Große Preis von China auf dem Shanghai International Circuit fand am 14. April 2013 statt und ging über eine Distanz von 56 Runden à 5,451 km, was einer Gesamtdistanz von 305,066 km entspricht.
Fernando Alonso gewann das Rennen vor Kimi Räikkönen und Lewis Hamilton. Das Rennen war von strategischen Entscheidungen geprägt.

### Großer Preis von Bahrain
| Platz | Fahrer           | Team             | Zeit        |
| ----- | ---------------- | ---------------- | ----------- |
| 1     | Sebastian Vettel | Red Bull-Renault | 1:36:00,498 |
| 2     | Kimi Räikkönen   | Lotus-Renault    | + 9,111     |
| 3     | Romain Grosjean  | Lotus-Renault    | + 19,507    |
| PP    | Nico Rosberg     | Mercedes         | 1:32,330    |
| SR    | Sebastian Vettel | Red Bull-Renault | 1:36,961    |

Der Große Preis von Bahrain auf dem Bahrain International Circuit fand am 21. April 2013 statt und ging über eine Distanz von 57 Runden à 5,412 km, was einer Gesamtdistanz von 308,238 km entspricht.
Sebastian Vettel gewann das Rennen vor Kimi Räikkönen, der einen Stopp weniger benötigte, und Romain Grosjean. Vettel führte das Rennen über weite Strecken an und erzielte zudem die schnellste Rennrunde.

### Großer Preis von Spanien
| Platz | Fahrer            | Team           | Zeit        |
| ----- | ----------------- | -------------- | ----------- |
| 1     | Fernando Alonso   | Ferrari        | 1:39:16,596 |
| 2     | Kimi Räikkönen    | Lotus-Renault  | + 9,338     |
| 3     | Felipe Massa      | Ferrari        | + 26,049    |
| PP    | Nico Rosberg      | Mercedes       | 1:20,718    |
| SR    | Esteban Gutiérrez | Sauber-Ferrari | 1:26,217    |

Der Große Preis von Spanien auf dem Circuit de Catalunya fand am 12. Mai 2013 statt und ging über eine Distanz von 66 Runden à 4,655 km, was einer Gesamtdistanz von 307,104 km entspricht.
Fernando Alonso gewann das Rennen vor Kimi Räikkönen und Felipe Massa. Es war der bisher letzte Sieg von Fernando Alonso in der Formel-1-Weltmeisterschaft.

### Großer Preis von Monaco
| Platz | Fahrer           | Team             | Zeit        |
| ----- | ---------------- | ---------------- | ----------- |
| 1     | Nico Rosberg     | Mercedes         | 2:17:52,056 |
| 2     | Sebastian Vettel | Red Bull-Renault | + 3,888     |
| 3     | Mark Webber      | Red Bull-Renault | + 6,314     |
| PP    | Nico Rosberg     | Mercedes         | 1:13,876    |
| SR    | Sebastian Vettel | Red Bull-Renault | 1:16,477    |

Der Große Preis von Monaco auf dem Circuit de Monaco fand am 26. Mai 2013 statt und ging über eine Distanz von 78 Runden à 3,340 km, was einer Gesamtdistanz von 260,52 km entspricht.
Nico Rosberg konnte mit einem Start-Ziel-Sieg seinen ersten Saisonerfolg feiern. Sebastian Vettel und Mark Webber komplettierten das Podium.
Das Rennen musste nach einer Kollision zwischen Pastor Maldonado, Max Chilton und Jules Bianchi einmal unterbrochen werden.

### Großer Preis von Kanada
| Platz | Fahrer           | Team             | Zeit        |
| ----- | ---------------- | ---------------- | ----------- |
| 1     | Sebastian Vettel | Red Bull-Renault | 1:32:09,143 |
| 2     | Fernando Alonso  | Ferrari          | + 14,408    |
| 3     | Lewis Hamilton   | Mercedes         | + 15,942    |
| PP    | Sebastian Vettel | Red Bull-Renault | 1:25,425    |
| SR    | Mark Webber      | Red Bull-Renault | 1:16,182    |

Der Große Preis von Kanada auf dem Circuit Gilles-Villeneuve fand am 9. Juni 2013 statt und ging über eine Distanz von 70 Runden à 4,361 km, was einer Gesamtdistanz von 305,27 km entspricht.
Sebastian Vettel gewann das Rennen vor Fernando Alonso und Lewis Hamilton.
Ein Marshal kam nach dem Rennen beim Abtransport eines defekten Fahrzeugs ums Leben.

### Großer Preis von Großbritannien
| Platz | Fahrer          | Team             | Zeit        |
| ----- | --------------- | ---------------- | ----------- |
| 1     | Nico Rosberg    | Mercedes         | 1:32:59,456 |
| 2     | Mark Webber     | Red Bull-Renault | + 0,765     |
| 3     | Fernando Alonso | Ferrari          | + 7,124     |
| PP    | Lewis Hamilton  | Mercedes         | 1:29,607    |
| SR    | Mark Webber     | Red Bull-Renault | 1:33,401    |

Der Große Preis von Großbritannien auf dem Silverstone Circuit fand am 30. Juni 2013 statt und ging über eine Distanz von 52 Runden à 5,891 km, was einer Gesamtdistanz von 306,198 km entspricht.
Nico Rosberg gewann das Rennen vor Mark Webber und Fernando Alonso. Rosberg profitierte von einem Reifenschaden seines Teamkollegen Lewis Hamilton und einem Getriebeschaden bei Sebastian Vettels Wagen.
Nachdem es mehrere Reifenschäden gegeben hatte, wurde das Rennen für mehrere Runden durch das Safety Car neutralisiert.

### Großer Preis von Deutschland
| Platz | Fahrer           | Team             | Zeit        |
| ----- | ---------------- | ---------------- | ----------- |
| 1     | Sebastian Vettel | Red Bull-Renault | 1:41:14,711 |
| 2     | Kimi Räikkönen   | Lotus-Renault    | + 1,008     |
| 3     | Romain Grosjean  | Lotus-Renault    | + 5,830     |
| PP    | Lewis Hamilton   | Mercedes         | 1:29,398    |
| SR    | Fernando Alonso  | Ferrari          | 1:33,468    |

Der Große Preis von Deutschland auf dem Nürburgring fand am 7. Juli 2013 statt und ging über eine Distanz von 60 Runden à 5,148 km, was einer Gesamtdistanz von 308,623 km entspricht.
Sebastian Vettel gewann das Rennen vor Kimi Räikkönen und Romain Grosjean.

### Großer Preis von Ungarn
| Platz | Fahrer           | Team             | Zeit        |
| ----- | ---------------- | ---------------- | ----------- |
| 1     | Lewis Hamilton   | Mercedes         | 1:42:29,445 |
| 2     | Kimi Räikkönen   | Lotus-Renault    | + 10,938    |
| 3     | Sebastian Vettel | Red Bull-Renault | + 12,459    |
| PP    | Lewis Hamilton   | Mercedes         | 1:19,388    |
| SR    | Mark Webber      | Red Bull-Renault | 1:24,069    |

Der Große Preis von Ungarn auf dem Hungaroring fand am 28. Juli 2013 statt und ging über eine Distanz von 70 Runden à 4,381 km, was einer Gesamtdistanz von 306,630 km entspricht.
Lewis Hamilton erzielte seinen ersten Sieg für Mercedes vor Kimi Räikkönen und Sebastian Vettel. Die Piloten auf den vorderen Positionen wendeten mehrere verschiedene Strategien an.

### Großer Preis von Belgien
| Platz | Fahrer           | Team             | Zeit        |
| ----- | ---------------- | ---------------- | ----------- |
| 1     | Sebastian Vettel | Red Bull-Renault | 1:23:42,196 |
| 2     | Fernando Alonso  | Ferrari          | + 16,869    |
| 3     | Lewis Hamilton   | Mercedes         | + 27,734    |
| PP    | Lewis Hamilton   | Mercedes         | 2:01,012    |
| SR    | Sebastian Vettel | Red Bull-Renault | 1:50,756    |

Der Große Preis von Belgien auf dem Circuit de Spa-Francorchamps fand am 25. August 2013 statt und ging über eine Distanz von 44 Runden à 7,004 km, was einer Gesamtdistanz von 308,052 km entspricht.
Sebastian Vettel gewann das Rennen vor Fernando Alonso und Lewis Hamilton. Vettel übernahm die Führung kurz nach dem Start von Hamilton und führte das Rennen schließlich kontrolliert bis zum Rennende an. Alonso startete vom neunten Platz und machte bereits in der Anfangsphase einige Plätze gut.
Während des Rennens blieb die Strecke trocken.

### Großer Preis von Italien
| Platz | Fahrer           | Team             | Zeit        |
| ----- | ---------------- | ---------------- | ----------- |
| 1     | Sebastian Vettel | Red Bull-Renault | 1:18:33,352 |
| 2     | Fernando Alonso  | Ferrari          | + 5,467     |
| 3     | Mark Webber      | Red Bull-Renault | + 6,350     |
| PP    | Sebastian Vettel | Red Bull-Renault | 1:23,755    |
| SR    | Lewis Hamilton   | Mercedes         | 1:25,849    |

Der Große Preis von Italien auf dem Autodromo Nazionale Monza fand am 8. September 2013 statt und ging über eine Distanz von 53 Runden à 5,793 km, was einer Gesamtdistanz von 306,720 km entspricht.
Sebastian Vettel gewann das Rennen vor Fernando Alonso und Mark Webber.
Vettel führte das Rennen boxenstoppbereinigt durchgängig an.

### Großer Preis von Singapur
| Platz | Fahrer           | Team             | Zeit        |
| ----- | ---------------- | ---------------- | ----------- |
| 1     | Sebastian Vettel | Red Bull-Renault | 1:59:13,132 |
| 2     | Fernando Alonso  | Ferrari          | + 32,627    |
| 3     | Kimi Räikkönen   | Lotus-Renault    | + 43,920    |
| PP    | Sebastian Vettel | Red Bull-Renault | 1:42,841    |
| SR    | Sebastian Vettel | Red Bull-Renault | 1:48,574    |

Der Große Preis von Singapur auf dem Marina Bay Street Circuit fand am 22. September 2013 statt und ging über eine Distanz von 61 Runden à 5,065 km, was einer Gesamtdistanz von 308,828 km entspricht.
Sebastian Vettel gewann das Rennen vor Fernando Alonso und Kimi Räikkönen.
Vettel startete von der Pole-Position, führte das Rennen durchgängig an und fuhr die schnellste Rennrunde. Damit erzielte er einen Grand Slam.

### Großer Preis von Korea
| Platz | Fahrer           | Team             | Zeit        |
| ----- | ---------------- | ---------------- | ----------- |
| 1     | Sebastian Vettel | Red Bull-Renault | 1:43:13,701 |
| 2     | Kimi Räikkönen   | Lotus-Renault    | + 4,224     |
| 3     | Romain Grosjean  | Lotus-Renault    | + 4,927     |
| PP    | Sebastian Vettel | Red Bull-Renault | 1:37,202    |
| SR    | Sebastian Vettel | Red Bull-Renault | 1:41,380    |

Der Große Preis von Korea auf dem Korean International Circuit fand am 6. Oktober 2013 statt und ging über eine Distanz von 55 Runden à 5,615 km, was einer Gesamtdistanz von 308,630 km entspricht.
Sebastian Vettel gewann das Rennen vor Kimi Räikkönen und Romain Grosjean.
Vettel startete von der Pole-Position, führte das Rennen durchgängig an und fuhr die schnellste Rennrunde. Damit gelang ihm ein Grand Slam.

### Großer Preis von Japan
| Platz | Fahrer           | Team             | Zeit        |
| ----- | ---------------- | ---------------- | ----------- |
| 1     | Sebastian Vettel | Red Bull-Renault | 1:26:49,301 |
| 2     | Mark Webber      | Red Bull-Renault | + 7,129     |
| 3     | Romain Grosjean  | Lotus-Renault    | + 9,910     |
| PP    | Mark Webber      | Red Bull-Renault | 1:30,915    |
| SR    | Mark Webber      | Red Bull-Renault | 1:34,587    |

Der Große Preis von Japan auf dem Suzuka International Racing Course fand am 13. Oktober 2013 statt und ging über eine Distanz von 53 Runden à 5,807 km, was einer Gesamtdistanz von 307,471 km entspricht.
Sebastian Vettel gewann das Rennen vor Mark Webber und Romain Grosjean.

### Großer Preis von Indien
| Platz | Fahrer           | Team             | Zeit        |
| ----- | ---------------- | ---------------- | ----------- |
| 1     | Sebastian Vettel | Red Bull-Renault | 1:31:12,187 |
| 2     | Nico Rosberg     | Mercedes         | + 29,823    |
| 3     | Romain Grosjean  | Lotus-Renault    | + 39,892    |
| PP    | Sebastian Vettel | Red Bull-Renault | 1:24,119    |
| SR    | Kimi Räikkönen   | Lotus-Renault    | 1:27,679    |

Der Große Preis von Indien auf dem Buddh International Circuit fand am 27. Oktober 2013 statt und ging über eine Distanz von 60 Runden à 5,125 km, was einer Gesamtdistanz von 307,249 km entspricht.
Sebastian Vettel gewann das Rennen vor Nico Rosberg und Romain Grosjean. Vettel sicherte sich bei diesem Rennen vorzeitig den vierten Fahrerweltmeistertitel in Folge. Sein Rennstall, Red Bull-Renault, gewann ebenfalls zum vierten Mal in Folge die Konstrukteursweltmeisterschaft.

### Großer Preis von Abu Dhabi
| Platz | Fahrer           | Team             | Zeit        |
| ----- | ---------------- | ---------------- | ----------- |
| 1     | Sebastian Vettel | Red Bull-Renault | 1:38:06,106 |
| 2     | Mark Webber      | Red Bull-Renault | + 30,829    |
| 3     | Nico Rosberg     | Mercedes         | + 33,650    |
| PP    | Mark Webber      | Red Bull-Renault | 1:39,957    |
| SR    | Fernando Alonso  | Ferrari          | 1:43,434    |

Der Große Preis von Abu Dhabi auf dem Yas Marina Circuit fand am 3. November 2013 statt und ging über eine Distanz von 55 Runden à 5,554 km, was einer Gesamtdistanz von 305,335 km entspricht.
Sebastian Vettel gewann das Rennen vor seinem Teamkollegen Mark Webber und Nico Rosberg. Vettel führte das Rennen durchgängig an und kam mit über 30 Sekunden Vorsprung ins Ziel.

### Großer Preis der USA
| Platz | Fahrer           | Team             | Zeit        |
| ----- | ---------------- | ---------------- | ----------- |
| 1     | Sebastian Vettel | Red Bull-Renault | 1:39:17,148 |
| 2     | Romain Grosjean  | Lotus-Renault    | + 6,284     |
| 3     | Mark Webber      | Red Bull-Renault | + 8,396     |
| PP    | Sebastian Vettel | Red Bull-Renault | 1:36,338    |
| SR    | Sebastian Vettel | Red Bull-Renault | 1:39,856    |

Der Große Preis der USA auf dem Circuit of The Americas fand am 17. November 2013 statt und ging über eine Distanz von 56 Runden à 5,513 km, was einer Gesamtdistanz von 308,405 km entspricht.
Sebastian Vettel gewann das Rennen vor Romain Grosjean und Mark Webber. Vettel führte das Rennen boxenstoppbereinigt durchgängig an.
Es war Vettels achter Sieg in Folge in einer Saison. Damit stellte er einen neuen Rekord an aufeinander folgenden Siegen innerhalb einer Saison auf.

### Großer Preis von Brasilien
| Platz | Fahrer           | Team             | Zeit        |
| ----- | ---------------- | ---------------- | ----------- |
| 1     | Sebastian Vettel | Red Bull-Renault | 1:32:36,300 |
| 2     | Mark Webber      | Red Bull-Renault | + 10,452    |
| 3     | Fernando Alonso  | Ferrari          | + 18,913    |
| PP    | Sebastian Vettel | Red Bull-Renault | 1:26,479    |
| SR    | Mark Webber      | Red Bull-Renault | 1:15,436    |

Der Große Preis von Brasilien auf dem Autódromo José Carlos Pace fand am 24. November 2013 statt und ging über eine Distanz von 71 Runden à 4,309 km, was einer Gesamtdistanz von 305,909 km entspricht.
Sebastian Vettel gewann das Rennen vor Mark Webber und Fernando Alonso.
Vettel erzielte seinen neunten Sieg in Folge und zog damit mit Alberto Ascari gleich.

## Qualifyingduelle
Diese Tabelle zeigt, welche Fahrer im jeweiligen Team die besseren Platzierungen im Qualifying erreicht haben.
| Fahrer            | :                | Fahrer           |
| Red Bull-Renault  | Red Bull-Renault | Red Bull-Renault |
| ----------------- | ---------------- | ---------------- |
| Sebastian Vettel  | 17:2             | Mark Webber      |
| Ferrari           |                  |                  |
| Fernando Alonso   | 11:8             | Felipe Massa     |
| McLaren-Mercedes  |                  |                  |
| Jenson Button     | 9:10             | Sergio Pérez     |
| Lotus-Renault     |                  |                  |
| Kimi Räikkönen    | 10:7             | Romain Grosjean  |
| Heikki Kovalainen | 0:2              | Romain Grosjean  |
| Mercedes          |                  |                  |
| Nico Rosberg      | 8:11             | Lewis Hamilton   |

| Fahrer               | :              | Fahrer              |
| Sauber-Ferrari       | Sauber-Ferrari | Sauber-Ferrari      |
| -------------------- | -------------- | ------------------- |
| Nico Hülkenberg      | 18:1           | Esteban Gutiérrez   |
| Force India-Mercedes |                |                     |
| Paul di Resta        | 11:8           | Adrian Sutil        |
| Williams-Renault     |                |                     |
| Pastor Maldonado     | 7:12           | Valtteri Bottas     |
| Toro Rosso-Ferrari   |                |                     |
| Jean-Éric Vergne     | 4:15           | Daniel Ricciardo    |
| Caterham-Renault     |                |                     |
| Charles Pic          | 11:8           | Giedo van der Garde |
| Marussia-Cosworth    |                |                     |
| Jules Bianchi        | 17:2           | Max Chilton         |

## Rennduelle
Diese Tabelle zeigt, welche Fahrer im jeweiligen Team die bessere Platzierung im Rennen erreicht haben. Sollte aus einem Team in einem Rennen kein Fahrer in die Wertung gekommen sein, wird dies als 0:0 gewertet.
| Fahrer            | :                | Fahrer           |
| Red Bull-Renault  | Red Bull-Renault | Red Bull-Renault |
| ----------------- | ---------------- | ---------------- |
| Sebastian Vettel  | 18:1             | Mark Webber      |
| Ferrari           |                  |                  |
| Fernando Alonso   | 17:2             | Felipe Massa     |
| McLaren-Mercedes  |                  |                  |
| Jenson Button     | 13:6             | Sergio Pérez     |
| Lotus-Renault     |                  |                  |
| Kimi Räikkönen    | 11:6             | Romain Grosjean  |
| Heikki Kovalainen | 1:1              | Romain Grosjean  |
| Mercedes          |                  |                  |
| Nico Rosberg      | 9:10             | Lewis Hamilton   |

| Fahrer               | :              | Fahrer              |
| Sauber-Ferrari       | Sauber-Ferrari | Sauber-Ferrari      |
| -------------------- | -------------- | ------------------- |
| Nico Hülkenberg      | 14:5           | Esteban Gutiérrez   |
| Force India-Mercedes |                |                     |
| Paul di Resta        | 11:7           | Adrian Sutil        |
| Williams-Renault     |                |                     |
| Pastor Maldonado     | 11:8           | Valtteri Bottas     |
| Toro Rosso-Ferrari   |                |                     |
| Jean-Éric Vergne     | 8:11           | Daniel Ricciardo    |
| Caterham-Renault     |                |                     |
| Charles Pic          | 11:7           | Giedo van der Garde |
| Marussia-Cosworth    |                |                     |
| Jules Bianchi        | 14:5           | Max Chilton         |

## Weltmeisterschaftswertungen

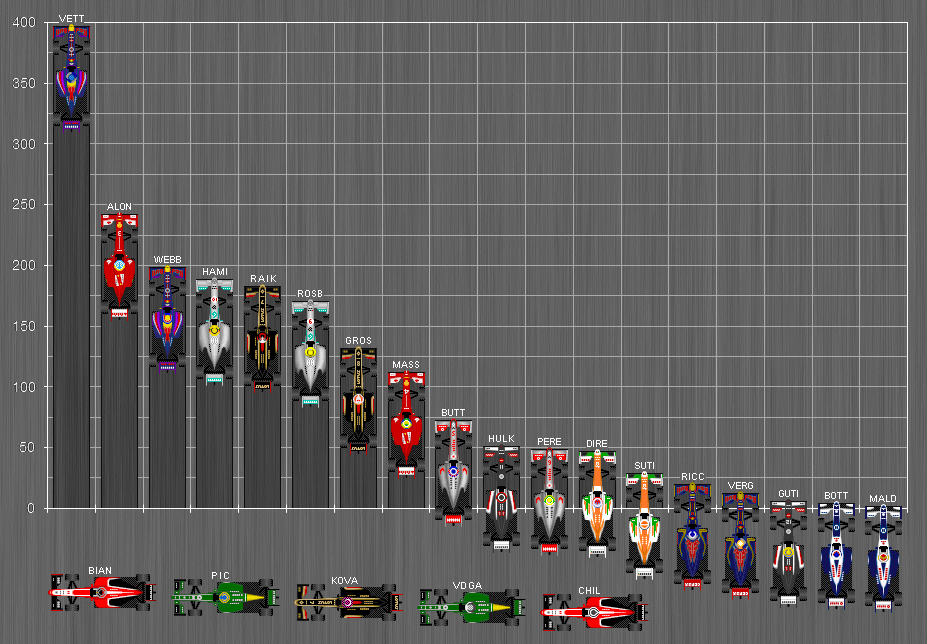
Fahrerwertung der Formel-1-Saison 2013

Weltmeister wird derjenige Fahrer bzw. Konstrukteur, der bis zum Saisonende am meisten Punkte in der Weltmeisterschaft angesammelt hat. Bei der Punkteverteilung werden die Platzierungen im Gesamtergebnis des jeweiligen Rennens berücksichtigt. Die zehn erstplatzierten Fahrer jedes Rennens erhalten Punkte nach folgendem Schema:
| Punkteverteilung | Punkteverteilung | Punkteverteilung | Punkteverteilung | Punkteverteilung | Punkteverteilung | Punkteverteilung | Punkteverteilung | Punkteverteilung | Punkteverteilung | Punkteverteilung |
| ---------------- | ---------------- | ---------------- | ---------------- | ---------------- | ---------------- | ---------------- | ---------------- | ---------------- | ---------------- | ---------------- |
| Platz            | 1                | 2                | 3                | 4                | 5                | 6                | 7                | 8                | 9                | 10               |
| Punkte           | 25               | 18               | 15               | 12               | 10               | 8                | 6                | 4                | 2                | 1                |

### Fahrerwertung
| Pos. | Fahrer           | Konstrukteur         |     |      |     |     |     |      |      |      |     |      |     |      |      |      |     |      |     |     |     | Punkte |
| 01   | S. Vettel        | Red Bull-Renault     | 3   | 1    | 4   | 1   | 4   | 2    | 1    | DNF  | 1   | 3    | 1   | 1    | 1    | 1    | 1   | 1    | 1   | 1   | 1   | 397    |
| 02   | F. Alonso        | Ferrari              | 2   | DNF  | 1   | 8   | 1   | 7    | 2    | 3    | 4   | 5    | 2   | 2    | 2    | 6    | 4   | 11   | 5   | 5   | 3   | 242    |
| 03   | M. Webber        | Red Bull-Renault     | 6   | 2    | DNF | 7   | 5   | 3    | 4    | 2    | 7   | 4    | 5   | 3    | *15* | DNF  | 2   | DNF  | 2   | 3   | 2   | 199    |
| 04   | L. Hamilton      | Mercedes             | 5   | 3    | 3   | 5   | 12  | 4    | 3    | 4    | 5   | 1    | 3   | 9    | 5    | 5    | DNF | 6    | 7   | 4   | 9   | 189    |
| 05   | K. Räikkönen     | Lotus-Renault        | 1   | 7    | 2   | 2   | 2   | 10   | 9    | 5    | 2   | 2    | DNF | 11   | 3    | 2    | 5   | 7    | DNF | INJ | INJ | 183    |
| 06   | N. Rosberg       | Mercedes             | DNF | 4    | DNF | 9   | 6   | 1    | 5    | 1    | 9   | *19* | 4   | 6    | 4    | 7    | 8   | 2    | 3   | 9   | 5   | 171    |
| 07   | R. Grosjean      | Lotus-Renault        | 10  | 6    | 9   | 3   | DNF | DNF  | 13   | *19* | 3   | 6    | 8   | 8    | DNF  | 3    | 3   | 3    | 4   | 2   | DNF | 132    |
| 08   | F. Massa         | Ferrari              | 4   | 5    | 6   | 15  | 3   | DNF  | 8    | 6    | DNF | 8    | 7   | 4    | 6    | 9    | 10  | 4    | 8   | 12  | 7   | 112    |
| 09   | J. Button        | McLaren-Mercedes     | 9   | *17* | 5   | 10  | 8   | 6    | 12   | 13   | 6   | 7    | 6   | 10   | 7    | 8    | 9   | 14   | 12  | 10  | 4   | 73     |
| 10   | N. Hülkenberg    | Sauber-Ferrari       | DNS | 8    | 10  | 12  | 15  | 11   | DNF  | 10   | 10  | 11   | 13  | 5    | 9    | 4    | 6   | *19* | 14  | 6   | 8   | 51     |
| 11   | S. Pérez         | McLaren-Mercedes     | 11  | 9    | 11  | 6   | 9   | *16* | 11   | *20* | 8   | 9    | 11  | 12   | 8    | 10   | 15  | 5    | 9   | 7   | 6   | 49     |
| 12   | P. di Resta      | Force India-Mercedes | 8   | DNF  | 8   | 4   | 7   | 9    | 7    | 9    | 11  | *18* | DNF | DNF  | *20* | DNF  | 11  | 8    | 6   | 15  | 11  | 48     |
| 13   | A. Sutil         | Force India-Mercedes | 7   | DNF  | DNF | 13  | 13  | 5    | 10   | 7    | 13  | DNF  | 9   | *16* | 10   | *20* | 14  | 9    | 10  | DNF | 13  | 29     |
| 14   | D. Ricciardo     | Toro Rosso-Ferrari   | DNF | *18* | 7   | 16  | 10  | DNF  | 15   | 8    | 12  | 13   | 10  | 7    | DNF  | *19* | 13  | 10   | 16  | 11  | 10  | 20     |
| 15   | J. Vergne        | Toro Rosso-Ferrari   | 12  | 10   | 12  | DNF | DNF | 8    | 6    | DNF  | DNF | 12   | 12  | DNF  | 14   | *18* | 12  | 13   | 17  | 16  | 15  | 13     |
| 16   | E. Gutiérrez     | Sauber-Ferrari       | 13  | 12   | DNF | 18  | 11  | 13   | *20* | 14   | 14  | DNF  | 14  | 13   | 12   | 11   | 7   | 15   | 13  | 13  | 12  | 6      |
| 17   | V. Bottas        | Williams-Renault     | 14  | 11   | 13  | 14  | 16  | 12   | 14   | 12   | 16  | DNF  | 15  | 15   | 13   | 12   | 17  | 16   | 15  | 8   | DNF | 4      |
| 18   | P. Maldonado     | Williams-Renault     | DNF | DNF  | 14  | 11  | 14  | DNF  | 16   | 11   | 15  | 10   | 17  | 14   | 11   | 13   | 16  | 12   | 11  | 17  | 16  | 1      |
| 19   | J. Bianchi       | Marussia-Cosworth    | 15  | 13   | 15  | 19  | 18  | DNF  | 17   | 16   | DNF | 16   | 18  | 19   | 18   | 16   | DNF | 18   | 20  | 18  | 17  | 0      |
| 20   | C. Pic           | Caterham-Renault     | 16  | 14   | 16  | 17  | 17  | DNF  | 18   | 15   | 17  | 15   | DNF | 17   | 19   | 14   | 18  | DNF  | 19  | 20  | DNF | 0      |
| 21   | H. Kovalainen    | Lotus-Renault        |     |      |     |     |     |      |      |      |     |      |     |      |      |      |     |      |     | 14  | 14  | 0      |
| 22   | G. van der Garde | Caterham-Renault     | 18  | 15   | 18  | 21  | DNF | 15   | DNF  | 18   | 18  | 14   | 16  | 18   | 16   | 15   | DNF | DNF  | 18  | 19  | 18  | 0      |
| 23   | M. Chilton       | Marussia-Cosworth    | 17  | 16   | 17  | 20  | 19  | 14   | 19   | 17   | 19  | 17   | 19  | 20   | 17   | 17   | 19  | 17   | 21  | 21  | 19  | 0      |

| Legende  | Legende            | Legende                                                          |
| Farbe    | Abkürzung          | Bedeutung                                                        |
| -------- | ------------------ | ---------------------------------------------------------------- |
| Gold     | –                  | Sieg                                                             |
| Silber   | –                  | 2. Platz                                                         |
| Bronze   | –                  | 3. Platz                                                         |
| Grün     | –                  | Platzierung in den Punkten                                       |
| Blau     | –                  | Klassifiziert außerhalb der Punkteränge                          |
| Violett  | DNF                | Rennen nicht beendet (did not finish)                            |
| Violett  | NC                 | nicht klassifiziert (not classified)                             |
| Rot      | DNQ                | nicht qualifiziert (did not qualify)                             |
| Rot      | DNPQ               | in Vorqualifikation gescheitert (did not pre-qualify)            |
| Schwarz  | DSQ                | disqualifiziert (disqualified)                                   |
| Weiß     | DNS                | nicht am Start (did not start)                                   |
| Weiß     | WD                 | zurückgezogen (withdrawn)                                        |
| Hellblau | PO                 | nur am Training teilgenommen (practiced only)                    |
| Hellblau | TD                 | Freitags-Testfahrer (test driver)                                |
| ohne     | DNP                | nicht am Training teilgenommen (did not practice)                |
| ohne     | INJ                | verletzt oder krank (injured)                                    |
| ohne     | EX                 | ausgeschlossen (excluded)                                        |
| ohne     | DNA                | nicht erschienen (did not arrive)                                |
| ohne     | C                  | Rennen abgesagt (cancelled)                                      |
| ohne     | keine WM-Teilnahme |                                                                  |
| sonstige | P/fett             | Pole-Position                                                    |
| sonstige | 1/2/3/4/5/6/7/8    | Punktplatzierung im Sprint-/Qualifikationsrennen                 |
| sonstige | SR/kursiv          | Schnellste Rennrunde                                             |
| sonstige | *                  | nicht im Ziel, aufgrund der zurückgelegten Distanz aber gewertet |
| sonstige | ()                 | Streichresultate                                                 |
| sonstige | unterstrichen      | Führender in der Gesamtwertung                                   |

### Konstrukteurswertung
| Pos. | Konstrukteur         | Nr. |     |      |     |     |     |      |      |      |     |      |     |      |      |      |     |      |     |     |     | Punkte |
| 01   | Red Bull-Renault     | 01  | 3   | 1    | 4   | 1   | 4   | 2    | 1    | DNF  | 1   | 3    | 1   | 1    | 1    | 1    | 1   | 1    | 1   | 1   | 1   | 596    |
| 01   | Red Bull-Renault     | 02  | 6   | 2    | DNF | 7   | 5   | 3    | 4    | 2    | 7   | 4    | 5   | 3    | *15* | DNF  | 2   | DNF  | 2   | 3   | 2   | 596    |
| 02   | Mercedes             | 09  | DNF | 4    | DNF | 9   | 6   | 1    | 5    | 1    | 9   | *19* | 4   | 6    | 4    | 7    | 8   | 2    | 3   | 9   | 5   | 360    |
| 02   | Mercedes             | 10  | 5   | 3    | 3   | 5   | 12  | 4    | 3    | 4    | 5   | 1    | 3   | 9    | 5    | 5    | DNF | 6    | 7   | 4   | 9   | 360    |
| 03   | Ferrari              | 03  | 2   | DNF  | 1   | 8   | 1   | 7    | 2    | 3    | 4   | 5    | 2   | 2    | 2    | 6    | 4   | 11   | 5   | 5   | 3   | 354    |
| 03   | Ferrari              | 04  | 4   | 5    | 6   | 15  | 3   | DNF  | 8    | 6    | DNF | 8    | 7   | 4    | 6    | 9    | 10  | 4    | 8   | 12  | 7   | 354    |
| 04   | Lotus-Renault        | 07  | 1   | 7    | 2   | 2   | 2   | 10   | 9    | 5    | 2   | 2    | DNF | 11   | 3    | 2    | 5   | 7    | DNF | 14  | 14  | 315    |
| 04   | Lotus-Renault        | 08  | 10  | 6    | 9   | 3   | DNF | DNF  | 13   | *19* | 3   | 6    | 8   | 8    | DNF  | 3    | 3   | 3    | 4   | 2   | DNF | 315    |
| 05   | McLaren-Mercedes     | 05  | 9   | *17* | 5   | 10  | 8   | 6    | 12   | 13   | 6   | 7    | 6   | 10   | 7    | 8    | 9   | 14   | 12  | 10  | 4   | 122    |
| 05   | McLaren-Mercedes     | 06  | 11  | 9    | 11  | 6   | 9   | *16* | 11   | *20* | 8   | 9    | 11  | 12   | 8    | 10   | 15  | 5    | 9   | 7   | 6   | 122    |
| 06   | Force India-Mercedes | 14  | 8   | DNF  | 8   | 4   | 7   | 9    | 7    | 9    | 11  | *18* | DNF | DNF  | *20* | DNF  | 11  | 8    | 6   | 15  | 11  | 77     |
| 06   | Force India-Mercedes | 15  | 7   | DNF  | DNF | 13  | 13  | 5    | 10   | 7    | 13  | DNF  | 9   | *16* | 10   | *20* | 14  | 9    | 10  | DNF | 13  | 77     |
| 07   | Sauber-Ferrari       | 11  | DNS | 8    | 10  | 12  | 15  | 11   | DNF  | 10   | 10  | 11   | 13  | 5    | 9    | 4    | 6   | *19* | 14  | 6   | 8   | 57     |
| 07   | Sauber-Ferrari       | 12  | 13  | 12   | DNF | 18  | 11  | 13   | *20* | 14   | 14  | DNF  | 14  | 13   | 12   | 11   | 7   | 15   | 13  | 13  | 12  | 57     |
| 08   | Toro Rosso-Ferrari   | 18  | 12  | 10   | 12  | DNF | DNF | 8    | 6    | DNF  | DNF | 12   | 12  | DNF  | 14   | *18* | 12  | 13   | 17  | 16  | 15  | 33     |
| 08   | Toro Rosso-Ferrari   | 19  | DNF | *18* | 7   | 16  | 10  | DNF  | 15   | 8    | 12  | 13   | 10  | 7    | DNF  | *19* | 13  | 10   | 16  | 11  | 10  | 33     |
| 09   | Williams-Renault     | 16  | DNF | DNF  | 14  | 11  | 14  | DNF  | 16   | 11   | 15  | 10   | 17  | 14   | 11   | 13   | 16  | 12   | 11  | 17  | 16  | 5      |
| 09   | Williams-Renault     | 17  | 14  | 11   | 13  | 14  | 16  | 12   | 14   | 12   | 16  | DNF  | 15  | 15   | 13   | 12   | 17  | 16   | 15  | 8   | DNF | 5      |
| 10   | Marussia-Cosworth    | 22  | 15  | 13   | 15  | 19  | 18  | DNF  | 17   | 16   | DNF | 16   | 18  | 19   | 18   | 16   | DNF | 18   | 20  | 18  | 17  | 0      |
| 10   | Marussia-Cosworth    | 23  | 17  | 16   | 17  | 20  | 19  | 14   | 19   | 17   | 19  | 17   | 19  | 20   | 17   | 17   | 19  | 17   | 21  | 21  | 19  | 0      |
| 11   | Caterham-Renault     | 20  | 16  | 14   | 16  | 17  | 17  | DNF  | 18   | 15   | 17  | 15   | DNF | 17   | 19   | 14   | 18  | DNF  | 19  | 20  | DNF | 0      |
| 11   | Caterham-Renault     | 21  | 18  | 15   | 18  | 21  | DNF | 15   | DNF  | 18   | 18  | 14   | 16  | 18   | 16   | 15   | DNF | DNF  | 18  | 19  | 18  | 0      |

| Legende  | Legende            | Legende                                                          |
| Farbe    | Abkürzung          | Bedeutung                                                        |
| -------- | ------------------ | ---------------------------------------------------------------- |
| Gold     | –                  | Sieg                                                             |
| Silber   | –                  | 2. Platz                                                         |
| Bronze   | –                  | 3. Platz                                                         |
| Grün     | –                  | Platzierung in den Punkten                                       |
| Blau     | –                  | Klassifiziert außerhalb der Punkteränge                          |
| Violett  | DNF                | Rennen nicht beendet (did not finish)                            |
| Violett  | NC                 | nicht klassifiziert (not classified)                             |
| Rot      | DNQ                | nicht qualifiziert (did not qualify)                             |
| Rot      | DNPQ               | in Vorqualifikation gescheitert (did not pre-qualify)            |
| Schwarz  | DSQ                | disqualifiziert (disqualified)                                   |
| Weiß     | DNS                | nicht am Start (did not start)                                   |
| Weiß     | WD                 | zurückgezogen (withdrawn)                                        |
| Hellblau | PO                 | nur am Training teilgenommen (practiced only)                    |
| Hellblau | TD                 | Freitags-Testfahrer (test driver)                                |
| ohne     | DNP                | nicht am Training teilgenommen (did not practice)                |
| ohne     | INJ                | verletzt oder krank (injured)                                    |
| ohne     | EX                 | ausgeschlossen (excluded)                                        |
| ohne     | DNA                | nicht erschienen (did not arrive)                                |
| ohne     | C                  | Rennen abgesagt (cancelled)                                      |
| ohne     | keine WM-Teilnahme |                                                                  |
| sonstige | P/fett             | Pole-Position                                                    |
| sonstige | 1/2/3/4/5/6/7/8    | Punktplatzierung im Sprint-/Qualifikationsrennen                 |
| sonstige | SR/kursiv          | Schnellste Rennrunde                                             |
| sonstige | *                  | nicht im Ziel, aufgrund der zurückgelegten Distanz aber gewertet |
| sonstige | ()                 | Streichresultate                                                 |
| sonstige | unterstrichen      | Führender in der Gesamtwertung                                   |